# ريدينغ (بنسلفانيا)
ريدينغ (بالإنجليزية: Reading, Pennsylvania)‏ هي مدينة تقع في مقاطعة بركس بولاية بنسلفانيا في الولايات المتحدة. تبلغ مساحة هذه المدينة 26.2 (كم²)، وترتفع عن سطح البحر 93 م، بلغ عدد سكانها 88102 نسمة في عام 2010 حسب إحصاء مكتب تعداد الولايات المتحدة.

## التركيبة السكانية
حدّد مكتب تعداد الولايات المتحدة بيانات التركيبة السكانية لريدينغ في تعداد الولايات المتحدة. في ما يلي، التركيبة السكانية حسب تعدادي 2000 و2010.

### تعداد عام 2000
بلغ عدد سكان ريدينغ 81,207 نسمة بحسب تعداد عام 2000، وبلغ عدد الأسر 30,113 أسرة وعدد العائلات 18,423 عائلة مقيمة في المدينة. في حين سجلت الكثافة السكانية 3,110.2 نسمة لكل كيلومتر مربع (8,055.4/ميل2). وبلغ عدد الوحدات السكنية 34,314 وحدة بمتوسط كثافة قدره 1,314.2 لكل كيلومتر مربع (3,403.8/ميل2).
وتوزع التركيب العرقي للمدينة بنسبة 59.18% من البيض و12.25% من الأمريكيين الأفارقة و0.44% من الأمريكيين الأصليين و1.60% من الأمريكيين ذوي الأصول الآسيوية و0.04% من سكان جزر المحيط الهادئ و22.32% من الأعراق الأخرى و4.18% من عرقين مختلطين أو أكثر و37.31% من الهسبانيون أو اللاتينيون من أي عرق.
بلغ عدد الأسر 30,113 أسرة كانت نسبة 38.1% منها لديها أطفال تحت سن الثامنة عشر تعيش معهم، وبلغت نسبة الأزواج القاطنين مع بعضهم البعض 34.4% من أصل المجموع الكلي للأسر، ونسبة 20.2% من الأسر كان لديها معيلات من الإناث دون وجود شريك، بينما كانت نسبة 6.6% من الأسر لديها معيلون من الذكور دون وجود شريكة وكانت نسبة 38.8% من غير العائلات. تألفت نسبة 31.7% من أصل جميع الأسر من عدة أفراد يعيشون في نفس المنزل ونسبة 12.4% كانت تتألف من شخص يعيش بمفرده يبلغ من العمر 65 عاماً أو أكثر. وبلغ متوسط حجم الأسرة المعيشية 2.63، أما متوسط حجم العائلات فبلغ 3.33.
بلغ العمر الوسطي للسكان 30.6 عاماً. وكانت نسبة 29.8% من القاطنين تحت سن الثامنة عشر، وكانت نسبة 10.2% بين الثامنة عشر والرابعة والعشرين عاماً، ونسبة 28.6% كانت واقعةً في الفئة العمرية ما بين الخامسة والعشرين والرابعة والأربعين عاماً، ونسبة 16.8% كانت ما بين الخامسة والأربعين والرابعة والستين، ونسبة 11.9% كانت ضمن فئة الخامسة والستين عاماً فما فوق. يوجد لكل 100 أنثى 93.8 ذكر، ويوجد لكل 100 أنثى في الثامنة عشر من عمرها فما فوق 89.1 ذكر.
بلغ متوسط دخل الأسرة في المدينة 23,080 دولارًا، أما متوسط دخل العائلة فبلغ 26,122 دولارًا. وكان متوسط دخل الذكور 25,963 دولارًا مقابل 21,118 دولارًا للإناث. وسجل دخل الفرد الخاص بالمدينة 10,912 دولارًا. وكانت نسبة 28.5% من العائلات ونسبة 32.1% من السكان تحت خط الفقر، وكان من هؤلاء نسبة 42.8% تحت سن الثامنة عشر ونسبة 19.1% في الخامسة والستين من العمر وما فوق.

### تعداد عام 2010
بلغ عدد سكان ريدينغ 88,082 نسمة بحسب تعداد عام 2010، وبلغ عدد الأسر 29,979 أسرة وعدد العائلات 19,257 عائلة مقيمة في المدينة. في حين سجلت الكثافة السكانية 3,373.5 نسمة لكل كيلومتر مربع (8,737.3/ميل2). وبلغ عدد الوحدات السكنية 34,208 وحدة بمتوسط كثافة قدره 1,310.1 لكل كيلومتر مربع (3,393.1/ميل2).
وتوزع التركيب العرقي للمدينة بنسبة 48.38% من البيض و13.20% من الأمريكيين الأفارقة و0.90% من الأمريكيين الأصليين و1.18% من الأمريكيين ذوي الأصول الآسيوية و0.08% من سكان جزر المحيط الهادئ و30.13% من الأعراق الأخرى و6.13% من عرقين مختلطين أو أكثر و58.16% من الهسبانيون أو اللاتينيون من أي عرق.
بلغ عدد الأسر 29,979 أسرة كانت نسبة 42% منها لديها أطفال تحت سن الثامنة عشر تعيش معهم، وبلغت نسبة الأزواج القاطنين مع بعضهم البعض 29.8% من أصل المجموع الكلي للأسر، ونسبة 26.3% من الأسر كان لديها معيلات من الإناث دون وجود شريك، بينما كانت نسبة 8.1% من الأسر لديها معيلون من الذكور دون وجود شريكة وكانت نسبة 35.8% من غير العائلات. تألفت نسبة 28.6% من أصل جميع الأسر من عدة أفراد يعيشون في نفس المنزل ونسبة 9.9% كانت تتألف من شخص يعيش بمفرده يبلغ من العمر 65 عاماً أو أكثر. وبلغ متوسط حجم الأسرة المعيشية 2.85، أما متوسط حجم العائلات فبلغ 3.52.
بلغ العمر الوسطي للسكان 28.9 عاماً. وكانت نسبة 31% من القاطنين تحت سن الثامنة عشر، وكانت نسبة 13.1% بين الثامنة عشر والرابعة والعشرين عاماً، ونسبة 26.4% كانت واقعةً في الفئة العمرية ما بين الخامسة والعشرين والرابعة والأربعين عاماً، ونسبة 20.3% كانت ما بين الخامسة والأربعين والرابعة والستين، ونسبة 9.3% كانت ضمن فئة الخامسة والستين عاماً فما فوق. وتوزع التركيب الجنسي للسكان بنسبة 48.5% ذكور و51.5% إناث.

## توأمة
لريدينغ (بنسلفانيا) اتفاقيات توأمة مع:
- رويتلينغن

## أعلام
- جون أبدايك
- توماس ماكين طومسون ماكينان
- جون فيليب سوزا
- ولاس ستيفنز
- تايلور سويفت

## وصلات خارجية
- The US50 - Cities and Towns in Pennsylvania State

قالب:مقاطعة بركس (بنسلفانيا)